# Plage de Grande Anse (Deshaies)
Pour les articles homonymes, voir Grand Anse.
Ne doit pas être confondu avec Plage de Petite Anse ou Plage de Grande Anse (Trois-Rivières).
La plage de Grande Anse est l'une des plus importantes plages de Guadeloupe, située au lieu-dit de Ziotte à deux kilomètres au nord du bourg de Deshaies, dans la partie nord-ouest de Basse-Terre.

## Géographie
Longue de 2,15 km et en forme d'arc s'étendant de la pointe le Breton au nord à la pointe Le Gouffre au sud, c'est la plage la plus longue de l'archipel de la Guadeloupe. 
L'étang situé dans sa partie orientale est alimenté par la rivière Mitan qui, ponctuellement, à la suite de fortes précipitations rompt la ligne dunaire de la plage, mettant en contact la mer avec l'étendue d'eau qui devient alors saumâtre. 

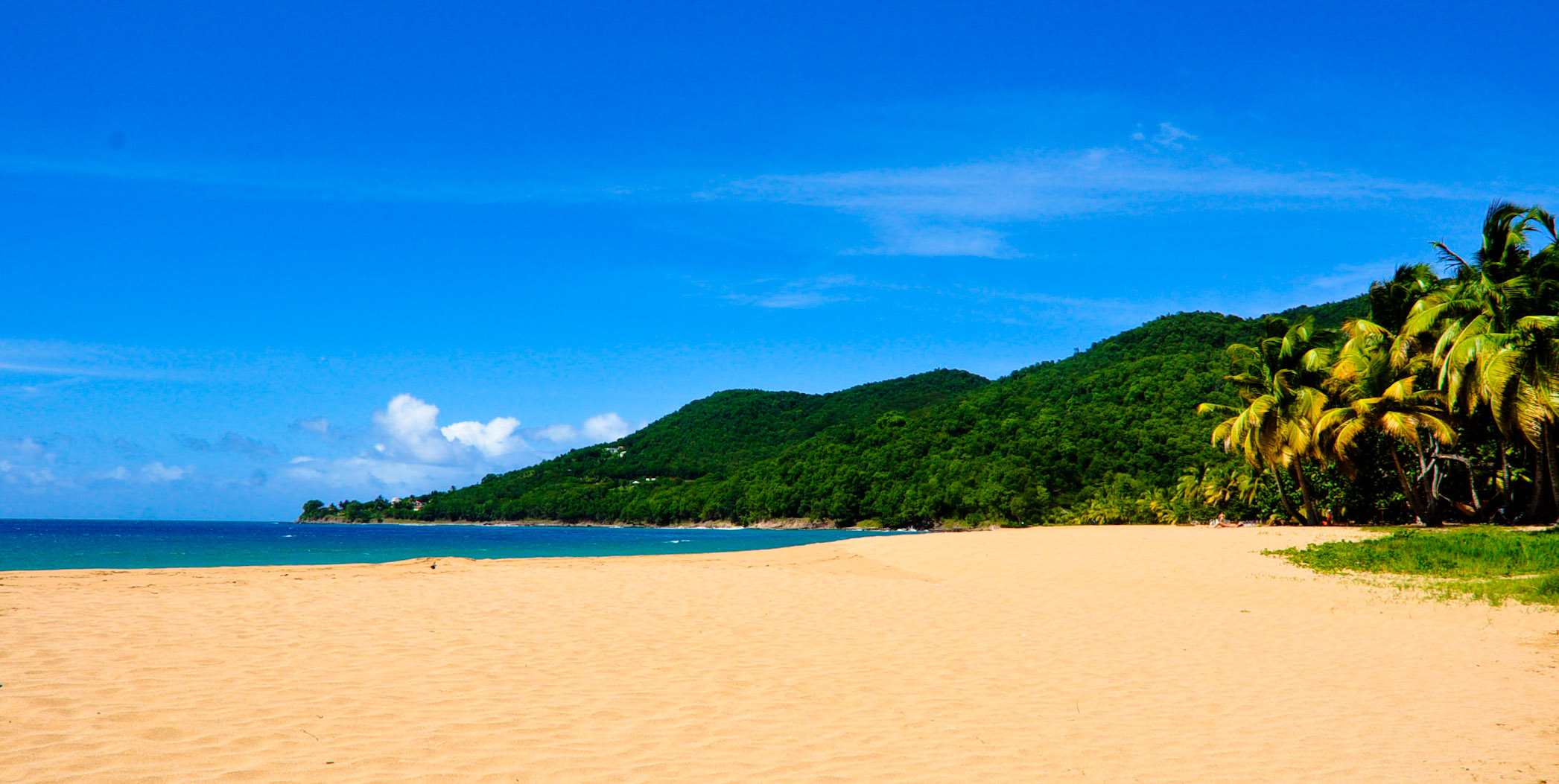
La plage vue vers le nord avec la pointe le Breton.
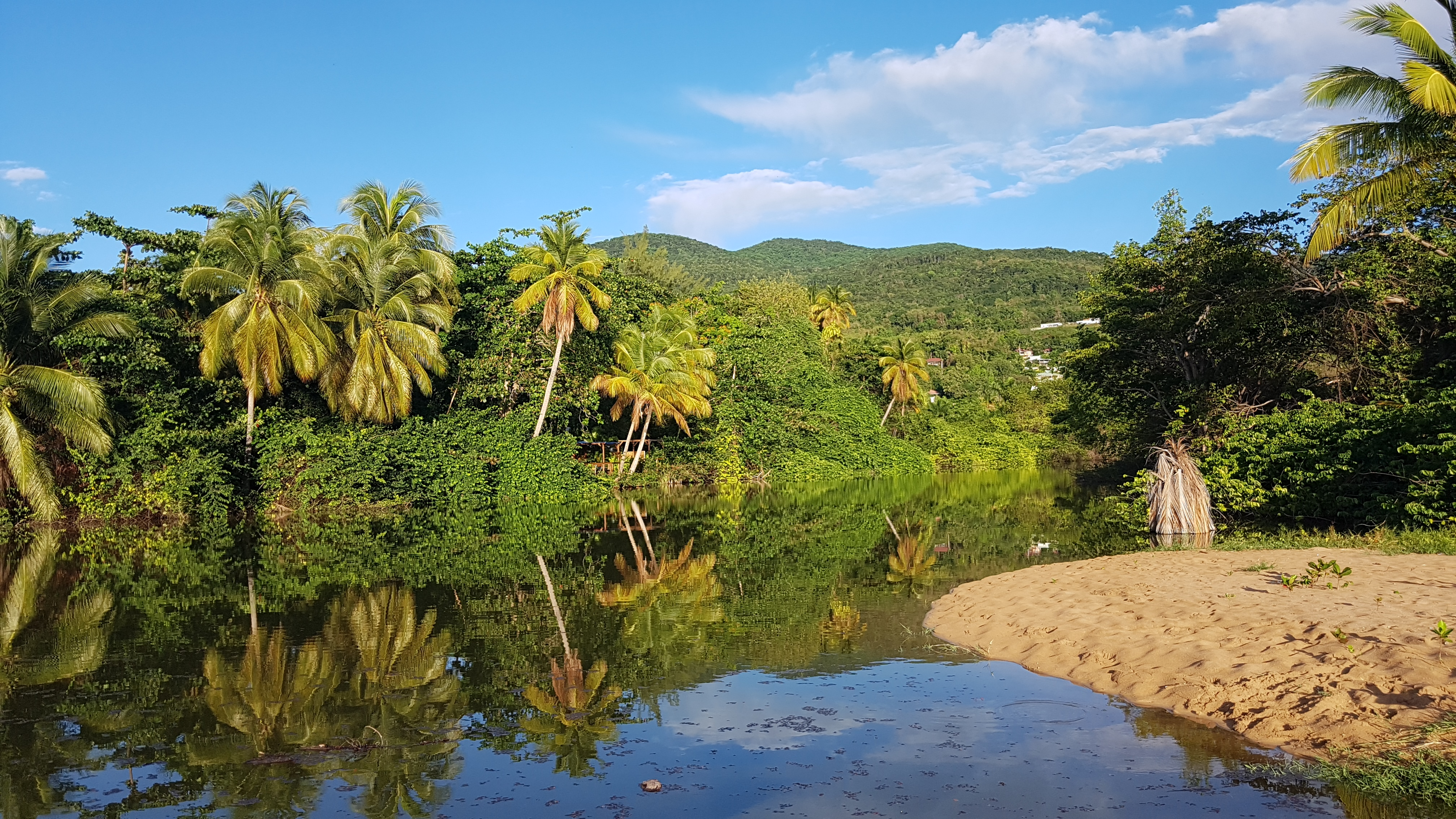
L'étang et la mangrove

## Histoire
Le bourg  de Deshaies est d'abord installé, à sa fondation en 1671, à côté de la plage de Grande-Anse avant d'être déplacé 2 km plus au sud sous la protection du Gros Morne, plus aisé à rejoindre en canot